# Авангард-СКО
«Авангард-СКО» (каз. Авангард футбол клубы) — бывший казахстанский футбольный клуб из Петропавловска. Домашние матчи принимал на стадионе «Локомотив».

## История
Клуб был организован на 100 % из местных воспитанников в 2005 году под названием «Логика» по имени фирмы спонсора — сети магазинов бытовой техники. В первый же год команда стала победителем второй лиги и получила право на участие в первой лиге.
В 2006 году, к числу спонсоров прибавилась сеть АЗС «Авангард». Клуб сменил название на Авангард-СКО. Возглавил команду известный петропавловский специалист Сергей Мясковский. Будучи дебютантом первой лиги клуб финишировал победителем в конференции «Северо-восток».
Ввиду отсутствия финансовых и материальных возможностей команда не стала принимать участия в Суперлиге 2007 года, а продолжила участие в Первой лиге. Главным тренером стал Евгений Кузьмин. Ряд ключевых игроков состава 2006 года перешли в сборную области «Есиль-Богатырь» и прекратили выступление за «Авангард-СКО». Для укрепления состава в команду были приглашены приезжие игроки, но завоевать медали больше не удалось.
Сезон 2008 года был отмечен дефицитом полей в городе, в связи с начавшейся заменой травяного покрытия стадионов «Локомотив» и «Авангард» на искусственное. После реконструкции стадионы были переименованы в «Жастар» и «Карасай» соответственно. Этот сезон стал для команды последним, после чего клуб был расформирован. В последующие годы большинство местных игроков команды стали игроками сборной области, переименованной в 2009 году в «Кызылжар». Евгений Аверченко и Владимир Логиновский доросли до игроков Национальной сборной.

## Достижения
- Победитель Первой лиги Казахстана (Конференция «Северо-восток») (1): 2006
- Победитель Второй лиги Казахстана (1): 2005

## Статистика
| Сезон | Первая Лига   | Первая Лига | Первая Лига | Первая Лига | Первая Лига | Первая Лига | Первая Лига | Первая Лига | Первая Лига | Кубок |
| Сезон | Конференция   | Место       | Игр         | В           | Н           | П           | ГЗ          | ГП          | О           | Кубок |
| ----- | ------------- | ----------- | ----------- | ----------- | ----------- | ----------- | ----------- | ----------- | ----------- | ----- |
| 2006  | Северо-восток | 1           | 24          | 16          | 3           | 5           | 39          | 19          | 51          | 1/32  |
| 2007  | Северо-восток | 4           | 32          | 13          | 5           | 8           | 35          | 34          | 44          | 1/16  |
| 2008  | Первая лига   | 5           | 26          | 13          | 1           | 12          | 43          | 48          | 40          | 1/16  |